# Otto Schmidtgen (Paläontologe)
Otto Schmidtgen (* 19. Dezember 1879 in Dillenburg; † 23. Dezember 1938 in Mainz) war ein deutscher Paläontologe und Direktor des Naturhistorischen Museums in Mainz.
Schmidtgen war der Sohn eines Postsekretärs und wuchs in Limburg, Frankfurt am Main, Pforzheim und Mainz auf. Nach dem Abitur in Main 1899 studierte er Zoologie in Gießen und war dort Assistent von Johann Wilhelm Spengel. Während seines Studiums wurde er 1899 Mitglied der Burschenschaft Alemannia Gießen. Nach dem Staatsexamen 1903 war er Lehrer am Realgymnasium in Darmstadt und danach am Gymnasium in Büdingen. 1907 wurde er Oberlehrer und wurde im selben Jahr promoviert mit der Dissertation Die Cloake und ihre Organe bei den Schildkröten. 1908 wurde er eingeladen das Naturhistorische Museum in Mainz neu zu ordnen und nahm Urlaub vom Lehramt. 1914 wurde er dessen Direktor und 1917 wurde er zum Professor ernannt. Während der französischen Besetzung wurde er, da er Ausschreitungen der Besatzungssoldaten Widerstand entgegengesetzte, 1923 inhaftiert und nach Darmstadt ausgewiesen, kehrte dann aber wieder auf seinen Direktorenposten am Museum zurück.
Schmidtgen war Ehrenmitglied des Oberrheinischen Geologischen Vereins und 1934 bis 1936 Präsident der Paläontologischen Gesellschaft. 1934 wurde er Ehrendoktor der Technischen Hochschule Darmstadt und 1935 zum Mitglied der Leopoldina gewählt.
Er grub im Tertiär und Quartär des Mainzer Beckens aus (unter anderem eiszeitliche Großsäuger-Funde bei Mosbach, Funde aus dem Pliozän von Eppelsheim, marine Fauna des Oligozän). Unter anderem fand er eine altsteinzeitliche Jagdstätte in Wallertheim. Er grub aber auch im Rotliegend von Nierstein aus, wo er fossile Fährten fand.
Er war der Vater von Otto Schmidtgen. Schmidtgen war mit Wolfgang Soergel befreundet.